# Losnjaki (Kaliningrad)
Losnjaki (russisch Лозняки, deutsch Grietischken, 1938 bis 1945 Grieteinen, litauisch Grytiškiai) ist ein Ort in der russischen Oblast Kaliningrad. Er gehört zur kommunalen Selbstverwaltungseinheit Stadtkreis Slawsk im Rajon Slawsk.

## Geographische Lage
Losnjaki liegt zwei Kilometer südlich des Gilgestroms (russisch: Matrossowka) und acht Kilometer nordwestlich der Kreisstadt Slawsk (Heinrichswalde). Durch den Ort verläuft eine Nebenstraße, die Schtscheglowka ((Groß) Brittanien) mit Leninskoje (Pokraken, 1938 bis 1946 Weidenau) verbindet. Schtscheglowka ist die nächste Bahnstation und liegt an der Bahnstrecke Kaliningrad–Sowetsk (Königsberg–Tilsit).

## Geschichte
Das kleine ehemals Grietischken genannte Dorf wurde 1874 in den neu errichteten Amtsbezirk Linkuhnen (russisch: Rschewskoje) eingegliedert. Er gehörte bis 1945 zum Kreis Niederung (ab 1938 „Kreis Elchniederung“) im Regierungsbezirk Gumbinnen der preußischen Provinz Ostpreußen. Am 30. September 1928 erfolgte die Eingemeindung von Adlig Pokraken (1938 bis 1946: Adliggrieteinen, russisch: Winogradowka, heute nicht mehr existent). Am 3. Juni 1938 wurde der Ort in Grieteinen umbenannt.
Im Jahre 1945 kam der Ort in Kriegsfolge mit dem nördlichen Ostpreußen zur Sowjetunion. Im Jahre 1947 erhielt er die russische Bezeichnung „Losnjaki“ und wurde gleichzeitig dem Dorfsowjet Timirjasewski selski Sowet im Rajon Slawsk zugeordnet. Von 2008 bis 2015 gehörte Losnjaki zur Landgemeinde Timirjasewskoje selskoje posselenije und seither zum Stadtkreis Slawsk.

### Einwohnerentwicklung
| Jahr | Einwohner | Bemerkungen                    |
| ---- | --------- | ------------------------------ |
| 1910 | 116       |                                |
| 1925 | 120       |                                |
| 1933 | 143       | einschließlich Adlig Pokraken  |
| 1939 | 142       | einschließlich Adliggrieteinen |
| 2002 | 23        |                                |
| 2010 | 16        |                                |

## Kirche

### Evangelische Kirche
Die mehrheitlich evangelische Bevölkerung Grietischkens resp. Grieteinens war in das Kirchspiel der Kirche Pokraken (1938 bis 1946: Weidenau, russisch: Leninskjoje) eingepfarrt. Sie war bis 1945 Teil des Kirchenkreises Tilsit-Ragnit in der Kirchenprovinz Ostpreußen der Kirche der Altpreußischen Union. Heute liegt Losnjaki im Einzugsbereich der in den 1990er Jahren neu gebildeten evangelisch-lutherischen Kirchengemeinde in Slawsk, die zugleich Pfarrgemeinde der gleichnamigen Kirchenregion in der Propstei Kaliningrad der Evangelisch-lutherischen Kirche Europäisches Russland ist.

### Mennoniten
In dem seit 1928 zugehörigen Ortsteil Adlig Pokraken (1938 bis 1946: Adliggrieteinen, russisch: Winogradowka, heute nicht mehr existent) gab es seit 1831 eine Gemeinde der Mennoniten-Freikirche. Sie nutzte einen Gebetssaal im einstiges Gutshaus.